# Stone in Oxney
Stone in Oxney är en ort i civil parish Stone-cum-Ebony, i distriktet Ashford, i Storbritannien. Den ligger i grevskapet Kent och riksdelen England, i den sydöstra delen av landet, 80 km sydost om huvudstaden London. Stone in Oxney ligger 2 meter över havet och antalet invånare är 6 100. Stone var en civil parish fram till 1894 när blev den en del av Stone and Ebony. Civil parish hade 356 invånare år 1891.
Terrängen runt Stone in Oxney är platt. Runt Stone in Oxney är det ganska tätbefolkat, med 214 invånare per kvadratkilometer. Närmaste större samhälle är Ashford, 17,9 km norr om Stone in Oxney. Trakten runt Stone in Oxney består till största delen av jordbruksmark.